# Socha svatého Jana Nepomuckého (Dlouhá Třebová)
Pískovcová socha svatého Jana Nepomuckého od neznámého autora se od roku 1826 nalézá na břehu říčky Třebovka mezi ulicí U Jána a silnicí první třídy I/14 v obci Dlouhá Třebová v okrese Ústí nad Orlicí. Socha je od 15. 1. 1996 chráněna jako nemovitá kulturní památka ČR.

## Dějiny
Pomník byl postaven 27. června 1826 zásluhou dlouhotřebovského rodáka P. Jana Sršně, který byl kaplanem v Hnátnici. Ještě týž rok ale zemřel a památka zůstala neposvěcena až do roku 1836. Zvláštní listinou ze dne 21. září 1835 se tehdejší rychtář Jan Pirkl a konšelé zavázali, že obec bude tuto sochu udržovat v dobrém stavu po věčné časy.

## Popis
Socha svatého Jana Nepomuckého stojí ve čtvercové ozdobné kovové mříži s dvířky na čelní straně na úpatí krátkého svahu pod silnicí spojující Dlouhou Třebovou a Ústí nad Orlicí blízko břehu říčky Třebovky. 
Uprostřed ozdobné mříže stojí na pískovcovém schodě nízký, nahoře okosený hranolový podstavec. Čelní strana podstavce je ozdobena reliéfem dvou větviček.
Na podstavci stojí užší pilíř zakončený nahoře vzhůru lomenou profilovanou římsou. V zalomení římsy je upevněna konzole pro zavěšení lucerny. Čelní strana pilíře je v dolní části zdobena třemi reliéfními rozetami, nad nimi je pak vyvedena, obklopena paprsčitou svatozáří, oblačná kupa se světcovým jazykem. Na zadní straně pilíře je vytesán nápis: „LETA PANIE: 1826 / DNE 27 HO CZERWNA, / GEST TATO STATUE S NÁ / KLADEM WELEBENEHO PANA / IANA SRSSNIE LOKALISTA / HNATNICKEHO WYSTAWENA / GAKOZTO WLASTENCE NEB / ZROZENEHO Z TETO OBCE. /.“
Na římse pilíře stojí na nízkém podstavci socha světce stojícího na oblacích v tradičním pojetí s biretem v pravé ruce a křížem drženém levou rukou. Nad hlavou má světec svatozář ze železného prutu, na něm je upevněno pět pěticípých hvězd. 
Socha byla v roce 2018 celkově restaurována.